# Lopholejeunea kaernbachii
Lopholejeunea kaernbachii là một loài Rêu trong họ Lejeuneaceae. Loài này được (Stephani) Horik. mô tả khoa học đầu tiên năm 1943.